# Herbert Copeland
Pour les articles homonymes, voir Copeland.
Herbert Faulkner Copeland est un biologiste américain, né le 21 mai 1902 et mort le 15 octobre 1968.
Son père est le botaniste Edwin Bingham Copeland (1873-1964). Il contribue à l’édification de la théorie des règnes biologiques. Il est notamment l’auteur de :
- (1938). The kingdoms of organism, Quarterly review of biology v. 13, p. 383-420.
- (1956). The classification of lower organisms, Palo Alto, Calif., Pacific Books.